# 構成主義 (教育)
構成主義（こうせいしゅぎ）は、学習者たちがある対象について、彼ら自身による（それぞれ違った）理解を組み立てるようなかたちで教育すべきである、あるいは学習者たちの中に既に存在している概念を前提に授業を組み立てる必要がある、というジャン・ピアジェが発達心理学をもとに考案した学習・教授理論を指す。ここでの教師の役目は、学習者がある対象範囲における事実や考えを見つけるのを手助けすることである。

## 従来の教育との違い
従来の教育では、教師の役割は知識を学習者にコピーすることだった。したがって、学習者は教師から与えられるデータを疑わずにそのまま暗記することが求められていた。何を学ぶかは学校や教師が決めることであり、学習者は教師の指示通りに与えられるものを飲み込み続けていればよかった。社会の構成員が同質で多様性のない時代にはそれこそ効率的な教育方法であり、工員が同じ製品を大量に生産する工場では、まさにそういった均質で代わりの利く人材しか求められていなかった。
しかし、現代のように多様化した社会では、学ぶ意味はそれぞれに違う。また、急速に変化し続ける社会では、教育機関を出た後も常に学び続けていかなければならない。その際、何を学ぶかは自分で判断しなくてはならない。
従来の一斉型の画一的な教育方法では、こうした現代にふさわしい人材を輩出することは不可能であり、それが90年代から構成主義が主流になった理由である。

## 語学における構成主義
従来は単語や文法を教師が一方的に説明し、学習者はそれを理解して暗記するのが教育であったが、例えば文法であれば構成主義の立場からは以下のような手法が採用される。
- 教師が特定の文型を使った文を提示する。
- その中には文法的に正しいもの正しくないものが含まれている。
- 教師はどの文が正しく、どの文が正しくないかだけ示す。
- 学習者はそこから文法的に正しくなる要件を見つけ出す。

また、練習においても、従来は機械的にリピートしたり穴埋め型の文型練習を繰り返すのが中心だったが、例えば数字の学習であれば、フラッシュカードなどで練習するのは限定的にして、後はたとえば "Your phone number, please." "Thank you." だけ教えて、クラスの電話番号リストを英語で作成させるのが構成主義である。この場合、自分にとっての意味付けが重要なので、電話する可能性の高い相手から番号を集めていく。こうした体験を通じて、数字や「Phone number」といった語彙を身につけるのは一見手間がかかるが、定着率が高いので復習の手間が減少し、長い目で見れば効率的である。